# هاري سوتار
هاري سوتار (بالإنجليزية: Harry Souttar)‏ هو لاعب كرة قدم بريطاني في مركز الدفاع، ولد في 22 أكتوبر 1998 في أبردين في المملكة المتحدة. لعب مع ستوك سيتي.

## وصلات خارجية
- هاري سوتار على موقع قاعدة بيانات كرة القدم.إي يو (الإنجليزية)
- هاري سوتار على موقع بيانات كرة القدم. دي إي (الألمانية)
- هاري سوتار على موقع ناشيونال فوتبول تيمز (الإنجليزية)
- هاري سوتار على موقع Soccerbase.com (لاعب) (الإنجليزية)
- هاري سوتار على موقع Soccerway.com (الإنجليزية)
- هاري سوتار على موقع عالم كرة القدم.نت (الإنجليزية)
- هاري سوتار على موقع أوليمبيديا (الإنجليزية)